# Kim Kyung-roul
Kim Kyung-roul (* 23. Februar 1980; † 22. Februar 2015 in Goyang) war ein südkoreanischer Karambolagespieler in der Disziplin Dreiband.

## Karriere
Kim zählte zu den besten koreanischen Dreibandspielern, obwohl er nach der letzten Ausgabe der Weltrangliste vom dritten auf den siebten Platz abgerutscht war und von dem zwei Jahre älteren Choi Sung-won überholt wurde (Platz 6). Sein größter Erfolg war der Gewinn des Dreiband-Weltcups 2010. Bei den AGIPI Masters im März 2012 musste sich Kim im Finale dem zehnfachen Weltmeister Torbjörn Blomdahl aus Schweden mit 31:50 geschlagen geben.

## Privates
Kim war verheiratet und hatte eine Tochter. Mit seiner Familie lebte er in Seoul, wo er sechs Billardsalons besaß. Kim galt als Nachfolger des legendären Sang Chun Lee und als Aushängeschild seiner Nation. Durch eine Hirnoperation und die Arbeit in seinen Salons, von denen er drei vor seinem Tod verkaufte, war Kim in den letzten Jahren vor seinem Tod im internationalen Billardsport nicht mehr so erfolgreich.

### Tod
Am Vorabend seines 35. Geburtstages 2015 kam es zu einem tragischen Vorfall im Haus seiner Eltern in Ilsan, einem Stadtteil von Goyang, als Kim in den frühen Morgenstunden vom Balkon des Hauses in den Tod stürzte. Ob es sich dabei um einen Unfall handelte oder einen Suizid, wurde nicht bekannt gegeben. Laut Polizeiangaben wurde kein Abschiedsbrief gefunden.

## Sonstiges
Trotz seiner Teilnahme an großen internationalen Turnieren sprach Kim, ebenso wie Choi Sung-won und Kim Haeng-jik, kaum Englisch und benötigte bei Interviews einen Dolmetscher. Meistens war dies Park Woo-jin vom koreanischen Billardverband, der auch für die anderen Spieler übersetzt. Bekannt ist sein für Koreaner eher untypischer Freudenschrei, den er nach gewonnenen Spielen ausstieß.

## Erfolge
- Dreiband-Weltcup: Sieger 2010/1 • Zweiter 2008/4, 2011/1 • Dritter 2006/3, 2007/6, 2008/2, 2011/5[7]
- AGIPI Billard Masters: Gruppensieger 2010 • Zweiter 2012[7]
- Asian Indoor & Martial Arts Games: Dritter 2009